# Aliança Renovadora Nacional
Die Aliança Renovadora Nacional (kurz ARENA, deutsch Nationale Erneuerungsallianz) war eine Partei in Brasilien. ARENA diente als Partei der brasilianischen Streitkräfte während der Militärdiktatur und war somit zwischen 1965 und 1980 ohne Unterbrechung Regierungspartei.

## Geschichte
Nach der Machtübernahme im Jahr 1964 regierte das brasilianische Militär zunächst mit den existierenden Parteien, vor allem mit der União Democrática Nacional (UDN). Nach der Wahlniederlage in wichtigen Bundesstaaten bei den Gouverneurswahlen im Oktober 1965 wurde der Institutionelle Akt Nr. 2 erlassen, der in seinem Artikel 18 alle bestehenden Parteien auflöste. Allerdings wurde kein Einparteiensystem installiert. Stattdessen wurde im Ergänzungsakt Nr. 4 die Gründung neuer Parteien geregelt, die praktisch nur ein Zweiparteiensystem erlaubte, mit ARENA als Regierungs- und dem Movimento Democrático Brasileiro (MDB) als Oppositionspartei. Allerdings war das Kräfteverhältnis zwischen diesen Parteien asymmetrisch und der MDB hatte keine Chance, ARENA als Regierungspartei abzulösen.
ARENA entwickelte keine eigenständige Programmatik, sondern setzte lediglich die Vorgaben der Militärführung um. 1979 löste die Regierung das Zweiparteiensystem auf, um die Opposition zu spalten, und ARENA ging 1980 in den Partido Democrático Social (PDS) auf. Der letzte Präsident der ARENA, José Sarney, wurde ebenso Präsident der neugegründeten Partei.

## Parteienstammbaum
|                            |                            |                            |                            | Aliança Renovadora Nacional (ARENA) 1966–1979 |                                            |                                            |                                            |                                                 |                                                 |                                                 |                                                 |                                                 |                                                 |                                           |                                           |                                                 |                                                 |                                                 |                                                 |                                                 |                                                 |                                            |                                            |                                            |                                            |                                     |                                     |                                               |                                               |                                               |                                               |                                               |                                               |  |  |  |  |  |  |  |  |  |  |  |  |
|                            |                            |                            |                            |                                               |                                            |                                            |                                            |                                                 |                                                 |                                                 |                                                 |                                                 |                                                 |                                           |                                           |                                                 |                                                 |                                                 |                                                 |                                                 |                                                 |                                            |                                            |                                            |                                            |                                     |                                     |                                               |                                               |                                               |                                               |                                               |                                               |  |  |  |  |  |  |  |  |  |  |  |  |
|                            |                            |                            |                            | Partido Democrático Social (PDS) 1980–1993    | Partido Democrático Social (PDS) 1980–1993 | Partido Democrático Social (PDS) 1980–1993 | Partido Democrático Social (PDS) 1980–1993 | Partido Democrático Social (PDS) 1980–1993      | Partido Democrático Social (PDS) 1980–1993      |                                                 |                                                 | Partido Democrata Cristão (PDC) 1985–1993       | Partido Democrata Cristão (PDC) 1985–1993       | Partido Democrata Cristão (PDC) 1985–1993 | Partido Democrata Cristão (PDC) 1985–1993 | Partido Democrata Cristão (PDC) 1985–1993       | Partido Democrata Cristão (PDC) 1985–1993       |                                                 |                                                 | Partido Social Trabalhista (PST) 1988–1993      | Partido Social Trabalhista (PST) 1988–1993      | Partido Social Trabalhista (PST) 1988–1993 | Partido Social Trabalhista (PST) 1988–1993 | Partido Social Trabalhista (PST) 1988–1993 | Partido Social Trabalhista (PST) 1988–1993 |                                     |                                     | Partido Trabalhista Renovador (PTR) 1985–1993 | Partido Trabalhista Renovador (PTR) 1985–1993 | Partido Trabalhista Renovador (PTR) 1985–1993 | Partido Trabalhista Renovador (PTR) 1985–1993 | Partido Trabalhista Renovador (PTR) 1985–1993 | Partido Trabalhista Renovador (PTR) 1985–1993 |  |  |  |  |  |  |  |  |  |  |  |  |
|                            |                            |                            |                            | Partido Democrático Social (PDS) 1980–1993    | Partido Democrático Social (PDS) 1980–1993 | Partido Democrático Social (PDS) 1980–1993 | Partido Democrático Social (PDS) 1980–1993 | Partido Democrático Social (PDS) 1980–1993      | Partido Democrático Social (PDS) 1980–1993      |                                                 |                                                 | Partido Democrata Cristão (PDC) 1985–1993       | Partido Democrata Cristão (PDC) 1985–1993       | Partido Democrata Cristão (PDC) 1985–1993 | Partido Democrata Cristão (PDC) 1985–1993 | Partido Democrata Cristão (PDC) 1985–1993       | Partido Democrata Cristão (PDC) 1985–1993       |                                                 |                                                 | Partido Social Trabalhista (PST) 1988–1993      | Partido Social Trabalhista (PST) 1988–1993      | Partido Social Trabalhista (PST) 1988–1993 | Partido Social Trabalhista (PST) 1988–1993 | Partido Social Trabalhista (PST) 1988–1993 | Partido Social Trabalhista (PST) 1988–1993 |                                     |                                     | Partido Trabalhista Renovador (PTR) 1985–1993 | Partido Trabalhista Renovador (PTR) 1985–1993 | Partido Trabalhista Renovador (PTR) 1985–1993 | Partido Trabalhista Renovador (PTR) 1985–1993 | Partido Trabalhista Renovador (PTR) 1985–1993 | Partido Trabalhista Renovador (PTR) 1985–1993 |  |  |  |  |  |  |  |  |  |  |  |  |
|                            |                            |                            |                            |                                               |                                            |                                            |                                            |                                                 |                                                 |                                                 |                                                 |                                                 |                                                 |                                           |                                           |                                                 |                                                 |                                                 |                                                 |                                                 |                                                 |                                            |                                            |                                            |                                            |                                     |                                     |                                               |                                               |                                               |                                               |                                               |                                               |  |  |  |  |  |  |  |  |  |  |  |  |
|                            |                            |                            |                            |                                               |                                            |                                            |                                            | Partido Progressista Reformador (PPR) 1993–1995 | Partido Progressista Reformador (PPR) 1993–1995 | Partido Progressista Reformador (PPR) 1993–1995 | Partido Progressista Reformador (PPR) 1993–1995 | Partido Progressista Reformador (PPR) 1993–1995 | Partido Progressista Reformador (PPR) 1993–1995 |                                           |                                           |                                                 |                                                 |                                                 |                                                 |                                                 |                                                 |                                            |                                            | Partido Progressista (PP) 1993–1995        | Partido Progressista (PP) 1993–1995        | Partido Progressista (PP) 1993–1995 | Partido Progressista (PP) 1993–1995 | Partido Progressista (PP) 1993–1995           | Partido Progressista (PP) 1993–1995           |                                               |                                               |                                               |                                               |  |  |  |  |  |  |  |  |  |  |  |  |
|                            |                            |                            |                            |                                               |                                            |                                            |                                            | Partido Progressista Reformador (PPR) 1993–1995 | Partido Progressista Reformador (PPR) 1993–1995 | Partido Progressista Reformador (PPR) 1993–1995 | Partido Progressista Reformador (PPR) 1993–1995 | Partido Progressista Reformador (PPR) 1993–1995 | Partido Progressista Reformador (PPR) 1993–1995 |                                           |                                           |                                                 |                                                 |                                                 |                                                 |                                                 |                                                 |                                            |                                            | Partido Progressista (PP) 1993–1995        | Partido Progressista (PP) 1993–1995        | Partido Progressista (PP) 1993–1995 | Partido Progressista (PP) 1993–1995 | Partido Progressista (PP) 1993–1995           | Partido Progressista (PP) 1993–1995           |                                               |                                               |                                               |                                               |  |  |  |  |  |  |  |  |  |  |  |  |
| Frente Liberal (FL)        | Frente Liberal (FL)        | Frente Liberal (FL)        | Frente Liberal (FL)        | Frente Liberal (FL)                           | Frente Liberal (FL)                        |                                            |                                            |                                                 |                                                 |                                                 |                                                 |                                                 |                                                 |                                           |                                           | Partido Progressista Brasileiro (PPB) 1995–2003 | Partido Progressista Brasileiro (PPB) 1995–2003 | Partido Progressista Brasileiro (PPB) 1995–2003 | Partido Progressista Brasileiro (PPB) 1995–2003 | Partido Progressista Brasileiro (PPB) 1995–2003 | Partido Progressista Brasileiro (PPB) 1995–2003 |                                            |                                            |                                            |                                            |                                     |                                     |                                               |                                               |                                               |                                               |                                               |                                               |  |  |  |  |  |  |  |  |  |  |  |  |
| Frente Liberal (FL)        | Frente Liberal (FL)        | Frente Liberal (FL)        | Frente Liberal (FL)        | Frente Liberal (FL)                           | Frente Liberal (FL)                        | Partido da Frente Liberal (PFL) 1985–2007  | Partido da Frente Liberal (PFL) 1985–2007  | Partido da Frente Liberal (PFL) 1985–2007       | Partido da Frente Liberal (PFL) 1985–2007       | Partido da Frente Liberal (PFL) 1985–2007       | Partido da Frente Liberal (PFL) 1985–2007       |                                                 |                                                 |                                           |                                           | Partido Progressista Brasileiro (PPB) 1995–2003 | Partido Progressista Brasileiro (PPB) 1995–2003 | Partido Progressista Brasileiro (PPB) 1995–2003 | Partido Progressista Brasileiro (PPB) 1995–2003 | Partido Progressista Brasileiro (PPB) 1995–2003 | Partido Progressista Brasileiro (PPB) 1995–2003 |                                            |                                            |                                            |                                            |                                     |                                     | Partido Progressista (PP) 2003–2017           | Partido Progressista (PP) 2003–2017           | Partido Progressista (PP) 2003–2017           | Partido Progressista (PP) 2003–2017           | Partido Progressista (PP) 2003–2017           | Partido Progressista (PP) 2003–2017           |  |  |  |  |  |  |  |  |  |  |  |  |
| Democratas (DEM) seit 2007 | Democratas (DEM) seit 2007 | Democratas (DEM) seit 2007 | Democratas (DEM) seit 2007 | Democratas (DEM) seit 2007                    | Democratas (DEM) seit 2007                 | Partido da Frente Liberal (PFL) 1985–2007  | Partido da Frente Liberal (PFL) 1985–2007  | Partido da Frente Liberal (PFL) 1985–2007       | Partido da Frente Liberal (PFL) 1985–2007       | Partido da Frente Liberal (PFL) 1985–2007       | Partido da Frente Liberal (PFL) 1985–2007       |                                                 |                                                 |                                           |                                           |                                                 |                                                 |                                                 |                                                 |                                                 |                                                 | Progressistas (PP) seit 2017               | Progressistas (PP) seit 2017               | Progressistas (PP) seit 2017               | Progressistas (PP) seit 2017               | Progressistas (PP) seit 2017        | Progressistas (PP) seit 2017        | Partido Progressista (PP) 2003–2017           | Partido Progressista (PP) 2003–2017           | Partido Progressista (PP) 2003–2017           | Partido Progressista (PP) 2003–2017           | Partido Progressista (PP) 2003–2017           | Partido Progressista (PP) 2003–2017           |  |  |  |  |  |  |  |  |  |  |  |  |